# Hemidactylus megalops
Hemidactylus megalops är en ödleart som beskrevs av  Parker 1932. Hemidactylus megalops ingår i släktet Hemidactylus och familjen geckoödlor. Inga underarter finns listade i Catalogue of Life.